# Litonotaster tumidus
Litonotaster tumidus är en sjöstjärneart som beskrevs av Hubert Lyman Clark 1920. Litonotaster tumidus ingår i släktet Litonotaster och familjen ledsjöstjärnor. Inga underarter finns listade i Catalogue of Life.